# Thần tượng âm nhạc: Vietnam Idol (mùa 1)
Thần tượng âm nhạc: Vietnam Idol (Mùa 1) - với tên ban đầu là Thần tượng âm nhạc: Vietnam Idol nhưng không muốn gây nhầm lẫn về các mùa thi kế tiếp nên người xem và ban tổ chức ngầm định hiểu đây là Mùa 1 - phiên bản đầu tiên tại Việt Nam của loạt chương trình truyền hình tương tác thực tế nổi tiếng Pop Idol, do Anh khởi xướng. Thần tượng âm nhạc:Vietnam Idol được diễn ra vào mùa hè năm 2007 trên kênh HTV9 của Đài Truyền hình Thành phố Hồ Chí Minh. Bảy đài truyền hình địa phương: Hà Nội (HanoiTV), Hải Phòng, Đà Nẵng (DRT1), Khánh Hòa, Quảng Ninh, Trung tâm truyền hình Việt Nam tại Huế (HVTV) & Cần Thơ (CVTV2) cùng hợp tác phát sóng chương trình này.
Nguyễn Ngọc Phương Vy, một thí sinh đến từ Thành phố Hồ Chí Minh đã chiến thắng, trở thành Thần tượng âm nhạc: Vietnam Idol đầu tiên. Cô giành được tất cả các giải thưởng gồm: $10.000 và một hợp đồng hoạt động âm nhạc độc quyền với công ty thu âm Music Faces.

## Mùa thứ nhất
Giám đốc Âm nhạc (Music Director): Nhạc sĩ Minh Châu là người chịu trách nhiệm tất cả nội dung âm nhạc cũng như biên tập,dàn dựng các vòng thi và tất cả các tiết mục trong suốt chương trình.

### Thử giọng
Vòng thử giọng diễn ra theo kế hoạch định sẵn tại:
| Tỉnh/thành phố        | Thời gian            |
| --------------------- | -------------------- |
| Cần Thơ               | 07 tháng 4 năm 2007  |
| Đà Nẵng               | 22 thang 04 năm 2007 |
| Hà Nội                | 15 tháng 4 năm 2007  |
| Thành phố Hồ Chí Minh | 02 tháng 5 năm 2007  |

### Phong cách thính phòng
Các thí sinh dự thi tại Thành phố Hồ Chí Minh để chọn ra 30 thí sinh đi tiếp đến buổi diễn với piano. Khán giả Việt Nam là người quyết định kết quả của thí sinh thông qua việc bình chọn qua tổng đài điện thoại và tin nhắn.

### Vòng thi piano
Ngày 27 tháng 6 năm 2007, vòng thi biểu diễn với piano diễn ra tại thành phố Hồ Chí Minh gồm 30 thí sinh chia thành 3 nhóm, mỗi nhóm mười người. Các thí sinh được cấp số báo danh để tiện cho việc bình chọn của khán giả.Qua 3 tuần thi đầu, khán giả chọn ra 9 người, và sau đó có 1 tuần thi cuối từ 8 thí sinh xuất sắc trong những người chưa đậu, chọn ra 1 người. Tổng cộng 10 người vào vòng thi Gala.

### Vòng thi Gala
Vòng thi Gala sẽ bắt đầu với 10 thí sinh chọn ra từ vòng trước tranh đua mỗi tuần. Tại vòng thi này, sau mỗi tuần thi, thí sinh nào có số phiếu bình chọn thấp nhất từ phía khán giả sẽ phải chia tay cuộc thi và các bài hát dự thi của thí sinh do thí sinh khác và giám khảo yêu cầu. Theo cách này, đến tuần thứ 9, sẽ chỉ còn hai thí sinh và họ được hát 3 bài tự chọn.

### Chung kết
Ngày 26 tháng 9 năm 2007, chung kết của cuộc thi là sự tranh tài của hai thí sinh Phương Vy và Ngọc Ánh - cơ hội cuối cùng để họ dành cho mình những lá phiếu bình chọn từ khán giả Việt Nam. Ngày 3 tháng 10 năm 2007, tại Nhà hát Hòa Bình, Thành phố Hồ Chí Minh, sau màn Gala của 10 thí sinh lọt vào chung kết, vào lúc 21:30, cuộc bình chọn kết thúc và "Thần tượng âm nhạc, Mùa 1" là Phương Vy.

## Các thí sinh
Tên các thí sinh được sắp xếp theo thứ tự bị loại; Tính tuổi lúc tham gia chương trình
- Nguyễn Thị Thuỳ Dương, Hà Nội (bỏ cuộc)
- Vũ Ngọc Bích, 16 tuổi, Hà Nội
- Chung Thanh Phong, Tp.HCM
- Trần Xuân Linh, 17 tuổi, Hà Nội
- Nguyễn Thị Hải Yến, Hà Nội
- Nguyễn Trà My, Hà Nội
- Nguyễn Thị Thảo Trang, Tp.HCM
- Trương Duy Khánh, Tp.HCM
- Nguyễn Ngọc Minh, Hà Nội
- Nguyễn Ngọc Ánh, Ba Vì, Hà Tây (Về nhì)
- Nguyễn Ngọc Phương Vy, 20 tuổi, Tp.HCM (Người chiến thắng)

## Chủ đề của các đêm Gala

### Gala 1:Ca khúc thể hện mình
Lên sóng: 01 & 03 tháng 8, 2007
1. Phương Vy: "Sáu mươi năm cuộc đời" (Y Vân)
2. Hải Yến: "Đôi mắt Pleiku" (Nguyễn Cường)
3. Trà My: "Vô tình" (Hà Dũng)
4. Xuân Linh: "Nếu phải xa nhau"
5. Ngọc Ánh: "Bài ca trên đồi"

- Thí sinh bỏ cuộc: Thùy Dương
- Không an toàn: Ngọc Ánh, Ngọc Bích & Thanh Phong
- Người bị loại: Ngọc Bích
- Khách mời đặc biệt:
- Nơi diễn tập:

### Gala 2:Đêm nhạc Top Hits
Lên sóng: 08 & 10 tháng 8
1. Ngọc Minh: "Không phải em" (Thái Thịnh)
2. Duy Khánh: "Tôi ngàn năm đợi" (Kim Tuấn)
3. Chung Thanh Phong: "Nỗi nhớ dịu êm" (Bảo Chấn)
4. Hải Yến: "Vẫn hát lời tình yêu" (Dương Thụ)
5. Phương Vy "Rồi mai thức giấc" (Tường Văn)
6. Ngọc Ánh "Em và tôi" (Thanh Tùng)
7. Trà My "Dường như ta đã" (Mỹ Tâm)
8. Chung Thanh Phong "Nỗi nhớ dịu êm" (Bảo Chấn)
9. Thảo Trang "Một ngày bình yên" (Minh Châu)

- Không an toàn: Ngọc Minh, Thanh Phong & Thảo Trang
- Người bị loại: Thanh Phong
- Khách mời đặc biệt:
- Nơi diễn tập:

### Gala 3:Phong cách nhạc hiện đại của thế giới
Lên sóng: 15 & 17 tháng 8
1. Duy Khánh: "Vũ Điệu Hoang Dã" (Hà Dũng)
2. Phương Vy: "Tôi tìm thấy tôi" (Đức Trí)
3. Ngọc Minh: "Yêu" (Lê Minh Sơn)
4. Hải Yến: "Ngọc Cỏ Lau" (Lưu Thiên Hương)
5. Ngọc Ánh: "Mưa" (Tuấn Nghĩa)
6. Trà My: "Sóng" (Võ Thiện Thanh)
7. Xuân Linh: "Sáng chủ nhật dịu dàng" (Anh Quân)
8. Thảo Trang: "Yêu" (Duy Hùng)

- Không an toàn: Ngọc Ánh, Ngọc Minh & Xuân Linh
- Người bị loại: Xuân Linh
- Khách mời đặc biệt:
- Nơi diễn tập:

### Gala 4:Đêm của Rock
Lên sóng: 22 & 24 tháng 8
1. Ngọc Minh: "Và ta đã thấy mặt trời" (Nguyễn Cường)
2. Hải Yến: "Niềm hy vọng" (Hà Dũng)
3. Trà My: "Đổi thay" (Nguyễn Kim Tuấn)
4. Duy Khánh: "Đôi chân trần" (Y Phôn K’So)
5. Thảo Trang: "Yêu" (ban nhạc Microwave)
6. Phương Vy: "Tạm biệt" (Hồ Hoài Anh)
7. Ngọc Ánh: "Tâm hồn của đá" (Trần Lập)

- Không an toàn: Duy Khánh, Thảo Trang & Hải Yến
- Người bị loại: Hải Yến
- Khách mời đặc biệt:
- Nơi diễn tập:

### Gala 5:Đêm nhạc Trịnh Công Sơn
Lên sóng: 29 & 31 tháng 8
1. Ngọc Minh: "Biển nghìn thu ở lại"
2. Ngọc Ánh, "Sóng về đâu
3. Thảo Trang " Phôi Pha "
4. Trà My " Mưa hồng "
5. Phương Vy "Xin cho tôi"
6. Duy Khánh

- Không an toàn: Duy Khánh, Trà My & Thảo Trang
- Người bị loại: Trà My
- Khách mời đặc biệt:
- Nơi diễn tập:

### Gala 6:Khúc ngẫu hứng dân gian đương đại
Lên sóng: 05 & 07 tháng 9
1. Ngọc Minh: "Quê nhà" (Trần Tiến)
2. Ngọc Ánh: "Tiếng trống Paranưng" (Trần Tiến)
3. Thảo Trang: "Lý ngựa ô" (Trần Tiến)
4. Phương Vy: "Chị tôi" (Trọng Đài)
5. Duy Khánh: "Nắng có còn xuân" (Đức Trí)

- Không an toàn: Ngọc Minh, Thảo Trang
- Người bị loại: Thảo Trang
- Khách mời đặc biệt:
- Nơi diễn tập:

### Gala 7:Đêm thử thách
Lên sóng: 12 & 14 tháng 9
Chủ đề hát những bài cho các thí sinh khác yêu cầu và do ban giám khảo yêu cầu. Mỗi thí sinh sẽ hát 2 bài, một bài cho thí sinh khác chọn, một bài cho ban giám khảo chọn.
1. Ngọc Minh: "Người về nơi đâu" (Phạm Thanh Hà)
2. Duy Khánh: "Đánh thức tầm xuân" (Dương Thụ)
3. Phương Vy: "Ngỡ đâu tình đã quên mình" (Lê Hựu Hà)
4. Ngọc Ánh: "Buồn ơi, chào mi" (Nguyễn Ánh 9)

Các ca khúc do thí sinh chọn: 
1. Ngọc Minh: "Ngôi sao nhỏ" (Tường Văn)
2. Duy Khánh: "Tôi là ai, em là ai" (Lê Quang)
3. Phương Vy: "Đêm đô thị" (Y Vân)
4. Ngọc Ánh: "Hoa nắng" (Vũ Văn Hà)

- Tốp 4: Ngọc Ánh, Duy Khánh, Ngọc Minh & Phương Vy
- Người bị loại: Duy Khánh
- Khách mời đặc biệt:
- Nơi diễn tập:

### Gala 8:Hát cho người thân yêu
Lên sóng: 12 & 14 tháng 9
- Tốp 3: Ngọc Ánh, Ngọc Minh & Phương Vy
- Người bị loại: Ngọc Minh
- Khách mời đặc biệt:
- Nơi diễn tập:

### Gala 9:Ca khúc tự lựa chọn
Lên sóng: 26 tháng 9
- Chung cuộc: Ngọc Ánh & Phương Vy
- Khách mời đặc biệt:
- Nơi diễn tập:

### Gala 10:Đêm đăng quang
Lên sóng: 03 tháng 10
- Chung cuộc: Ngọc Ánh & Phương Vy
- Người chiến thắng: Phương Vy
- Khách mời đặc biệt: Tốp 10, Tuấn Hưng, Elvis Phương...

## Thứ tự bị loại
| Nữ | Nam | Tốp 30 | Wild Card | Tốp 10 |

| Không trình diễn | An toàn | An toàn 1 | An toàn 2 | Bị loại |

| Vòng:     | Vòng:       | Bán kết   | Bán kết   | Bán kết   | Wild card | Chung kết | Chung kết | Chung kết | Chung kết | Chung kết | Chung kết | Chung kết | Chung kết | Chung kết   |
| Tuần thi: | Tuần thi:   | 29/06     | 06/07     | 13/07     | 20/07     | 03/08     | 10/08     | 17/08     | 24/08     | 31/08     | 07/09     | 14/09     | 21/09     | 03/10       |
| STT       | Thí sinh    | Kết quả   | Kết quả   | Kết quả   | Kết quả   | Kết quả   | Kết quả   | Kết quả   | Kết quả   | Kết quả   | Kết quả   | Kết quả   | Kết quả   | Kết quả     |
| 1         | Phương Vy   |           | Top 10    |           |           |           |           |           |           |           |           |           |           | Chiến thắng |
| 2         | Ngọc Ánh    |           | Top 10    |           |           | An toàn 2 |           | An toàn 1 |           |           |           |           |           | Á quân      |
| 3         | Ngọc Minh   | Wild Card |           |           | Loại*     |           | An toàn 2 | An toàn 2 |           |           | An toàn 2 |           | Loại      |             |
| 4         | Duy Khánh   |           |           | Top 10    |           |           |           |           | An toàn 1 | An toàn 1 |           | Loại      |           |             |
| 5         | Thảo Trang  |           | Top 10    |           |           |           | An toàn 1 |           | An toàn 2 | An toàn 2 | Loại      |           |           |             |
| 6         | Trà My      |           |           | Top 10    |           |           |           |           |           | Loại      |           |           |           |             |
| 7         | Hải Yến     |           |           | Wild Card | Top 10    |           |           |           | Loại      |           |           |           |           |             |
| 8         | Xuân Linh   | Top 10    |           |           |           |           |           | Loại      |           |           |           |           |           |             |
| 9         | Thanh Phong | Top 10    |           |           |           | An toàn 1 | Loại      |           |           |           |           |           |           |             |
| 10        | Ngọc Bích   | Top 10    |           |           |           | Loại      |           |           |           |           |           |           |           |             |
| 11        | Thùy Dương  |           |           | Top 10    | WD        |           |           |           |           |           |           |           |           |             |
| Wild Card | Tuấn Anh    |           |           | Wild Card | Loại      |           |           |           |           |           |           |           |           |             |
| Wild Card | Hạ Trâm     |           | Wild Card |           | Loại      |           |           |           |           |           |           |           |           |             |
| Wild Card | Cẩm Vân     |           | Wild Card |           | Loại      |           |           |           |           |           |           |           |           |             |
| Wild Card | Khắc Tuận   |           | Wild Card |           | Loại      |           |           |           |           |           |           |           |           |             |
| Wild Card | Nhật Thanh  | Wild Card |           |           | Loại      |           |           |           |           |           |           |           |           |             |
| Wild Card | Đức Tiến    | Wild Card |           |           | Loại      |           |           |           |           |           |           |           |           |             |
| Semi      | Hữu Giang   |           |           | Loại      |           |           |           |           |           |           |           |           |           |             |
| Semi      | Phú Cường   |           |           | Loại      |           |           |           |           |           |           |           |           |           |             |
| Semi      | Phương Ly   |           |           | Loại      |           |           |           |           |           |           |           |           |           |             |
| Semi      | Hòa Mi      |           |           | Loại      |           |           |           |           |           |           |           |           |           |             |
| Semi      | Huyền Trang |           |           | Loại      |           |           |           |           |           |           |           |           |           |             |
| Semi      | Thu Trang   |           | Loại      |           |           |           |           |           |           |           |           |           |           |             |
| Semi      | Thanh Đàn   |           | Loại      |           |           |           |           |           |           |           |           |           |           |             |
| Semi      | Hồ Tiến Đạt |           | Loại      |           |           |           |           |           |           |           |           |           |           |             |
| Semi      | Đăng Thanh  |           | Loại      |           |           |           |           |           |           |           |           |           |           |             |
| Semi      | Huỳnh Mai   | Loại      |           |           |           |           |           |           |           |           |           |           |           |             |
| Semi      | Tấn Minh    | Loại      |           |           |           |           |           |           |           |           |           |           |           |             |
| Semi      | Bích Thảo   | Loại      |           |           |           |           |           |           |           |           |           |           |           |             |
| Semi      | Ái Thi      | Loại      |           |           |           |           |           |           |           |           |           |           |           |             |

- 29/06/07, do người dẫn chương trình (Nguyên Vũ) đọc sai tên thí sinh đậu, khiến Nhật Thanh (thí sinh đậu theo hệ thống bình chọn của khán giả) bị loại và thay vào đó thí sinh rớt Xuân Linh được vào vòng trong.
- Trước vòng chung kết, theo phát ngôn của ban tổ chức, thí sinh Thùy Dương quyết định bỏ cuộc, không tham gia vì lý do sức khoẻ. Do có số phiếu bình chọn cao thứ hai sau Hải Yến, nên Ngọc Minh được chọn thay thế Thùy Dương, chính thức bước vào vòng chung kết.

## Phát hành
Danh sách dưới đây chỉ bao gồm tên album hoặc đĩa đơn phát hành từ sau khi các thí sinh tham gia chương trình Vietnam Idol.

### Album
- Album tổng hợp (phát hành: Clear Vietnam)

| Năm  | Nghệ sĩ    | Thông tin                                                                       |
| ---- | ---------- | ------------------------------------------------------------------------------- |
| 2008 | Phương Vy  | Lúc mới yêu - Ra mắt: 08 tháng 3 - Ghi âm: Music Faces Records                  |
| 2008 | Trà My     | Hãy nói anh yêu em - Ra mắt: 09 tháng 5 - Ghi âm:                               |
| 2008 | Duy Khánh  | Dối gian - Lỗi lầm - Ra mắt: 23 tháng 5 - Ghi âm: Trung tâm băng nhạc Rạng Đông |
| 2008 | Thảo Trang | Lạ - Ra mắt: 23 tháng 5 - Ghi âm:                                               |
| 2008 | Võ Hạ Trâm | Hát - Ra mắt: 14 tháng 11 - Ghi âm:                                             |
| 2009 | Phương Vy  | Có đôi lần - Ra mắt: 23 tháng 4 - Ghi âm: Music Faces Records                   |
| 2009 | Hải Yến    | Và anh đã đến - Ra mắt: 07 tháng 7 - Ghi âm:                                    |
| 2009 | Ngọc Ánh   | Ngày hôm qua là thế - Ra mắt: 12 tháng 8 - Ghi âm: DIHAVINA                     |
| 2009 | Ngọc Ánh   | Giật mình - Ra mắt: 12 tháng 8 - Ghi âm: DIHAVINA                               |

### Đĩa đơn
| Nghệ sĩ   | Thông tin                                                                                              |
| --------- | --- |
| Phương Vy | Chuyện về người con gái - Ra mắt: 21 tháng 10 năm 2008 - Ghi âm: Music Faces Entertainment - Tiêu thụ: |

## Tranh cãi

### Tin nhắn phản hồi sai
Ở top 3 thuộc mùa 1, hệ thống cung cấp dịch vụ bình chọn gặp sự cố khi tin nhắn phản hồi sai so với ý định bầu chọn của khán giả. Cụ thể là khi nhắn tin bình chọn cho thí sinh Phương Vy (số báo danh 7) thì tin nhắn phản hồi lại có nội dung thông báo cảm ơn đã bình chọn cho thí sinh Ngọc Ánh (số báo danh 6), và ngược lại, khi nhắn tin bình chọn cho Ngọc Ánh thì tin nhắn phải hồi lại có nội dung thông báo cảm ơn đã bình chọn cho Phương Vy làm dấy lên mối nghi ngờ trong dư luận.